# Sabulodes duoangulata
Sabulodes duoangulata är en fjärilsart som beskrevs av Samuel E. Cassino och Louis W. Swett 1923. Sabulodes duoangulata ingår i släktet Sabulodes och familjen mätare. Inga underarter finns listade.